# Słoneczna Sonny (seria 2)
Druga seria serialu telewizyjnego Słoneczna Sonny została wyemitowana na Disney Channel Polska od 1 maja 2010 do 19 czerwca 2011 i zawiera 26 odcinków. Występuje tutaj sześć głównych postaci: Sonny Monroe (Demi Lovato), Tawni Hart (Tiffany Thornton), Chad Dylan Cooper (Sterling Knight), Nico Harris (Brandon Mychal Smith), Grady Mitchell (Doug Brochu) oraz Zora Lancaster (Allisyn Ashley Arm).
Postaciami drugoplanowymi oraz gościnnymi są: Michael Kostroff, Nancy McKeon, Vicki Lewis, G. Hannelius, Estelle Harris, Carol Locatell, Larry Gelman oraz Raven-Symoné.

## Emisja
Premiera drugiej serii odbyła się 14 marca 2010 roku na Disney Channel (USA), wyemitowano wtedy odcinek "Walk a Mile in My Pants". Natomiast w Polsce odbyła się 1 maja 2010 roku.

## Czołówka
W tej serii czołówka nie ulega zmianie z wyjątkiem końca.

## Główna obsada
| Bohater           | Aktor                | Polski dubbing      |
| ----------------- | -------------------- | ------------------- |
| Sonny Monroe      | Demi Lovato          | Agnieszka Mrozińska |
| Tawni Hart        | Tiffany Thornton     | Joanna Pach         |
| Chad Dylan Cooper | Sterling Knight      | Kajetan Lewandowski |
| Grady Mitchell    | Doug Brochu          | Artur Pontek        |
| Nico Harris       | Brandon Mychal Smith | Łukasz Talik        |
| Zora Lancaster    | Allisyn Ashley Arm   | Justyna Bojczuk     |

## Lista odcinków
- Demi Lovato, Tiffany Thornton i Doug Brochu są obecni we wszystkich odcinkach.
- Sterling Knight jest nieobecny w jednym odcinku (45).
- Brandon Mychal Smith jest nieobecny w jednym odcinku (44).
- Allisyn Ashley Arm jest nieobecna w dwunastu odcinkach (22, 23, 25, 29, 30, 33, 35, 36, 38, 42, 44 i 47).

| 22 | Walk a Mile in My Pants              | Eric Dean Seaton     | Amy Engelberg Wendy Engelberg | 14 marca 2010                                        | 1 maja 2010                                          | 6.30                     |
| Ekipa "Z innej beczki" nie może skupić się na skeczu. Tawni próbuje zareklamować swoje nowe dzieło, super ciasne spodnie, zaś Sonny jest wkurzona na Chada, że organizuje protest przeciw książkom. Tawni wykorzystuje protest, aby zareklamować swoje spodnie. Sprzedaje ekipie z "MacKenzie Falls" swoje dzieła. Wkrótce Tawni dopada ZCS czyli Zespół Ciasnych Spodni. Choroba dopada również resztę ekipy z "Z innej beczki" oraz "Mackenzie Falls". Pomimo zaleceń lekarza, Tawni postanawia nadal nosić swoje spodnie. Nieobecna: Allisyn Ashley Arm jako Zora Lancaster. Role gościnne: Robert Clotworthy jako dr. Spector, De'Vaughn Nixon jako Ferguson, Ashley Jackson jako Casidy. Skecze: Zagrane: Chora Dora cz.1, Skecz o hula. Nota: W tym odcinku obsada Z innej Beczki oraz Chad Dylan Cooper śpiewają piosenkę Stop ZCS |                                      |                      |                               |                                                      |                                                      |                          |
| 23 | Sonny Get Your Goat                  | Eric Dean Seaton     | Dava Savel                    | 21 marca 2010                                        | 1 maja 2010                                          | 3.16                     |
| W czasie nagrań do skeczu "Weź to obczaj", Marshall proponuje Sonny i Tawni wyjazd to Glendovii, gdyż ich program jest tam bardzo popularny. Dziewczyny zgadzają się, jednak nie chcą jechać razem, gdyż się pokłóciły. Ostatecznie Tawni wyrzuca Sonny z auta i jedzie sama. Okazuje się, że Glendovia to nie piękne miasto, tylko mała wieś, gdzie limuzyna to wielki osiłek, a skeczowy partner Tawni to koza. Tymczasem do ekipy "Z innej beczki" dołącza Dinka, który przyjeżdża na wymianę z Glendovii. Sonny ma go dość, gdyż w ogóle nie ma pojęcia o skeczy "Weź to obczaj!". Postanawia wyjechać do Glendovii. Tymczasem Nico i Grady próbują zaimponować kasjerce udając dwóch podobnych do Dinki gości. Następnie dowiadują się od niego, że przyjechał tu na wymianę kasjerów, a Sonny i Tawni mają być w Glendovii kasjerkami w ich nowym sklepie. Wtedy też Tawni i Sonny przepraszają się i wracają do domu. Natomiast Chad zostaje wielką gwiazdą w Glendovii, reklamując ich najlepsze produkty tj. wybielacz rogów czy sok z ziemniaków. Role gościnne: Michael Kostroff jako Marshall, Sam Lerner jako Dinka, Mark Cohen jako Kafka, Matthew Willig jako Limo, Nina Fehren jako kasjerka "Condor Studios". Nieobecna: Allisyn Ashley Arm jako Zora Lancaster Nawiązanie tytułu: Annie Get Your Gun Skecze: Zagrane: Weź to obczaj cz.3 |                                      |                      |                               |                                                      |                                                      |                          |
| 24 | Gassie Passes                        | Eric Dean Seaton     | Dava Savel                    | 28 marca 2010                                        | 29 maja 2010                                         | 2.85                     |
| Załoga "Z innej beczki" szykuje się do nakręcenia filmu z Pryksiem – prykającym psem. Sonny kocha psa i uwielbia się z nim bawić. Jednak później pies umiera, gdyż Sonny kazała mu zdechnąć i wszyscy zgadzają się, że najważniejszy nie był film, ale szczęście psa. Sonny prosi Chada, aby urządził dla Pryksia należyty pogrzeb. On jednak robi z pogrzebu wielkie Hollywoodzkie przedstawienie, więc Sonny jest wściekła i mówi wszystkim, że Pryksiu chciałby zwykłego pogrzebu. Dzięki tym słowom pod koniec pogrzebu dzieje się coś niezwykłego... Role gościnne: G. Hannelius jako Dakota Condor oraz Siobhan Fallon Hogan jako Bella, Kim Yarbough jako śpiewaczka z chóru. Skecze: Zagrane: Przygody Pryksia cz.3. Wspomniane: Weź to obczaj! |                                      |                      |                               |                                                      |                                                      |                          |
| 25 | Sonny With a Song                    | Eric Dean Seaton     | Michael Feldman Steve Marmel  | 11 kwietnia 2010                                     | 26 września 2010                                     | 3.17                     |
| W programie ma wystąpić znany tekściarz i piosenkarz Trey Brothers. Sonny jest jego skrytą fanką, ale stara się mu tego nie okazywać. Gdy Tawni dowiaduje się o tym, kradnie Sonny piosenkę napisaną przez nią i daje ją Treyowi mówiąc, że jest jej. Trey postanawia wystąpić w programie z piosenką Sonny, którą sobie przywłaszcza. Tawni i Sonny postanawiają zamknąć go w magicznym pudle Nico i Grady'ego, w którym Trey znika, a piosenkę śpiewa na scenie Sonny. Tymczasem Chad zapuszcza sobie długą grzywkę, chcąc poprawić sobie wizerunek. Role gościnne: Guy Burnet jako Trey Brothers, Michael Kostroff jako Marshall Pike. Nieobecna: Allisyn Ashley Arm jako Zora Lancaster. Notatka: W tym odcinku Demi Lovato jako Sonny Munroe śpiewa piosenkę "Me, Myself, and Time". |                                      |                      |                               |                                                      |                                                      |                          |
| 26 | High School Miserable                | Eric Dean Seaton     | Michael Feldman Steve Marmel  | 18 kwietnia 2010                                     | 18 września 2010                                     | bd.                      |
| Sonny i Tawni robią skecz o księżniczkach, po czym same zachowują się jak księżniczki. Sonny postanawia napisać list do pana Condora ze skargą lecz całą ekipę nawiedza wizja co mógłby zrobić: Pan Condor zwalnia całą ekipę "Z innej beczki" i posyła do publicznego liceum. Przyjaciele nie mogą odnaleźć się w szkole i obwiniają o wszystko Sonny. Tymczasem jedyną i wspaniałą gwiazdą "Z innej beczki!" zostaje Dakota Condor, a Chad odwiedza liceum i ignoruje przyjaciół. Po tej strasznej aluzji rezygnują z napisania listu i są mniej wybredni. Role gościnne: Michael Kostroff jako Marshall Pike, G. Hannelius jako Dakota Condor, E. E. Bell jako dyrektor, Emma Hunton jako Martha. Nawiązanie tytułu: High School Musical Nawiązania: Zmierzch, Avatar. Skecze: Zagrane: Prawdziwe Księżniczki z New Jersey, Sally Jenson - Dziecko Prawnik. Wspomniane: Rapujący pirat, Chora Dora, Chłopiec Delfin, Przygody Pryksia. Notatka: W tym odcinku ekipa "Z innej beczki!" śpiewa utwór "Nie cierpię szkoły!". |                                      |                      |                               |                                                      |                                                      |                          |
| 27 | The Legend of Candy Face             | Eric Dean Seaton     | Dan Cohen F.J. Pratt          | 2 maja 2010                                          | 7 sierpnia 2010                                      | bd.                      |
| Spór między programem " Z innej beczki" a " Mackenzie Falls" robi się coraz bardziej zażarty. Sonny proponuje, że powinni wyjechać w jakieś miejsce i spróbować dojść do porozumienia. Pani Bitterman zabiera ich do lasu na trzy dni. Pierwszego wieczora opowiada im legendę o Candy Face. Wszyscy uważają to za niezły dowcip, do kiedy Candy Face nie zaczyna grasować po obozowisku. Oba programy wspólnymi siłami próbują okiełznać bestie. Okazuje się, że była to tylko lunatykująca Sonny. Ekipy obu programów przepraszają się nawzajem i dochodzą do porozumienia. Role gościnne: Vicki Lewis jako Pani Bitterman, De'Vaughn Nixon jako Trevor, William Georges jako Devon, Leslie Ann Huff jako Penelope, Ashley Jackson jako Chloe. Skecze: Zagrane: MacKenzie Klop. |                                      |                      |                               |                                                      |                                                      |                          |
| 28 | Gummy With a Chance                  | Carl Lauten          | Josh Herman Adam Schwartz     | 9 maja 2010                                          | 14 sierpnia 2010                                     | 3.48                     |
| Sonny ma zwyczaj żuć gumę przed każdym występem. Niestety Tawni o mało co nie robi krzywdy przez jedną z jej gum, którą przez przypadek wypluła na ziemię. Zabrania więc jej rzuć gumę, a po porozumieniu z panem Condorem, zabrania żucia gumy na terenie całego studia. Przez to Sonny zawala skecze i zostaje wygwizdana przez publiczność. Do tego za każdym razem, gdy myśli o gumie ma dziwne wizje. Z pomocą Zory postanawia przywrócić rzucie gumy w studiu. Tymczasem Chad zaprasza Nico i Grady'ego do swojej siłowni i jest dla nich niewyobrażalnie miły. Okazuje się, że ćwiczący w siłowni zasilają jego 'ekologiczne' mieszkanie. Role gościnne: Carol Kiernan jako ciotka Fanny, Jenni Cardone jako reporterka. Notatka: Tytuł tego odcinka Gummy With a Chance parodiuje oryginalny tytuł serialu Sonny With a Chance. Skecze: Zagrane: Chora Dora cz.2. Wspomniane: Skecz o paznokciach, Skecz o więźniach, Sally Jenson: Dziecko Prawnik. |                                      |                      |                               |                                                      |                                                      |                          |
| 29 | Random Acts of Disrespect            | Leslie Kollins Small | Dan Cohen F.J. Pratt          | 16 maja 2010                                         | 28 sierpnia 2010                                     | bd.                      |
| Program "Z innej beczki" organizuje konkurs. Jeden z ich fanów może spędzić dzień na planie. Tawni i Sonny losują dziewczynę Grace. Następnego dnia okazuje się, że to szczęśliwą zwyciężczynią jest kobieta, która mieszka w domu starców. Po spędzeniu całego dnia na planie z Grace, ekipa przedstawia nowy skecz, dotyczący starszych ludzi. Nie podoba to się widzom, więc przez kilka dni cała ekipa jest znienawidzona przez publikę i ludzi z nimi pracujących. Wszystko się zmienia, gdy Tawni, Sonny wraz z Nico i Gradym idą do "Domu spokojnej starości" i dziewczyny padają ofiarą świetnego podstępu. Tymczasem Buddy z domu opieki mówi Chadowi, że kiedyś wyglądał tak jak on, ale stracił włosy w wieku 17 lat. Chad obawia się, że i jego to spotka. Stosuje różnorakie metody, aby uchronić włosy przed wypadaniem. Role gościnne: Estelle Harris jako Grace Gallagher, Carol Locatell jako Edith oraz Larry Gelman jako Buddy, Gary Clarke jako policjant. Nieobecna: Allisyn Ashley Arm jako Zora Lancaster. Nawiązania: Czarodzieje z Waverly Place, Świat Raven, Hannah Montana. Skecze: Zagrane: Nominacje dla starców. Wspomniane: Szkocki supermodel, Antyłobuzerski plecak, Skecz o gimnastyce, Skecz o walce ostatecznej, Skecz o plaży, Skecz o cheerleaderkach. |                                      |                      |                               |                                                      |                                                      |                          |
| 30 | Grady with a Chance of Sonny         | Eric Dean Seaton     | Lanny Horn Josh Silverstein   | 23 maja 2010                                         | 26 marca 2011                                        | bd.                      |
| Grady'ego odwiedza brat – Grant, który śmieje się z niego, że nie ma dziewczyny. Sonny zamierza udawać dziewczynę Grady'ego, aby mógł on zaimponować bratu. Wszystko idzie dobrze, dopóki Sonny nie chce umówić się z gwiazdą zespołu Tridark - Blake Radissonem. Tymczasem Nico i Tawni knują przeciwko Chadowi. Role gościnne: Steven Grayhm jako Blake Radisson, Preston Jones jako Grant Mitchell, John Ponzio jako reżyser. Nieobecna: Allisyn Ashley Arm jako Zora Lancaster. Nota: Jest to parodia "Zmierzchu", a Blake Radinsson jest parodią Roberta Pattisona. Ten odcinek znany jest również pod nazwą "The Lady and The Vamp". |                                      |                      |                               |                                                      |                                                      |                          |
| 31-32 | Falling for the Falls                | Eric Dean Seaton     | Michael Feldman Dava Savel    | 13 czerwca 2010 (część I) 20 czerwca 2010 (część II) | 1 sierpnia 2010 (część I) 24 grudnia 2010 (część II) | 3.60(cz. I) 3.83(cz. II) |
| 1. Sonny wraz ze swoją mamą zaczynają oglądać MacKenzie Falls. Dziewczynie bardzo podoba się serial i zostaje cichą fanką. Nie zamierza jednak mówić tego swoim kolegom z ekipy "Z innej Beczki", gdyż uznają to za zdradę. Nie może doczekać się ostatniego odcinka następnej serii. Idzie więc do Chada i mówi, ze chciałaby, aby MacKenzie zaprosił Chloe na randkę. Chłopak jednak nie zrozumiał Sonny i myśli, że to o nich. Zaprasza Sonny na randkę. Tymczasem ekipa z kabaretu odkrywa, że Sonny jest fanką konkurencji. Ponieważ mają zrobić projekt z astronomii, postanawiają nastolatkę namówić na odwyk od dziwnego nałogu. Każą dziewczynie robić swoje projekty. Dowiaduje się, że gorszą zdradą byłaby randka z Chadem. Sonny postanawia zrezygnować z randki, co spowoduje kłótnię między nimi. Następnego dnia Chad przeprasza Sonny za to, iż uważa, że jego serial jest ważniejszy niż wspólna kolacja. Odnawiają randkę. 2. Chad i Sonny umawiają szczegóły swojej pierwszej randki. Tymczasem ekipa z innej beczki zaczyna podejrzewać, że między dziewczyną a chłopakiem zaiskrzyło. Para udaje, że się nadal nie lubi. Powstają liczne przeszkody, utrudniające zorganizowanie randki. Sonny zostaje przyłapana przez kolegów w sukience i nie może iść z nimi na wieczór z pizzą. Potem mówi, że jej matka ma chorą kostkę. Chad za to 3 godziny ubiera się, co prawie uniemożliwia im spędzenie wspaniałego wieczoru. W limuzynie zostają z kolei przyłapani przez Tawni, Nico, Grady'ego i Zorę. Mówią, ze idą na kolację gwiazd. Sonny i Chad jednak dalej się stresują, a Chad z nerwów wymiotuje na dziewczynę. Nie wiedzieli, że ktoś ich śledzi i na następny dzień w gazecie pojawiają się zdjęcia. Wszystko wychodzi na jaw. Między parą znowu dochodzi do kłótni i Sonny zrywa z Chadem. W nocy jednak Chad idzie do ukochanej i ją przeprasza, a także pokazuje jej billboard z plakatem "Chad zwariował dla Sonny". Od tej pory Sonny i Chad stanowią parę. Koledzy Sonny nie mogą się z tym pogodzić. Nawiązania: Zac Efron. Role gościnne: Nancy McKeon jako Connie Munroe, Ashley Jackson jako Chloe. Skecze: Klaun na ostrym dyżurze. |                                      |                      |                               |                                                      |                                                      |                          |
| 33-34 | Sonny With a Secret                  | Eric Dean Seaton     | Michael Feldman Steve Marmel  | 18 lipca 2010                                        | 9 kwietnia 2011                                      | 6.1                      |
| 1. W studiu Z Innej Beczki odbywa się impreza z okazji pierwszej rocznicy przybycia do pracy Sonny Munroe. Tymczasem ktoś podrzuca tort z napisem: Sonny Munroe to Oszustka. Nagle informacja o tym torcie pojawia się w telewizji. Nikt nie wie, kto to zrobił. Przyjaciele ją wspierają. Chłopak postanawia ją zaprosić, ze sceniczną partnerką Penelopą – nastoletnią aktorką z serialu MacKenzie Falls na zakupy. Tymczasem Tawni czuje się odrzucona, że nikt się nią nie interesuje, więc idzie wraz z Sonny i Penelopą. W końcu przychodzą reporterzy przed sklep z czego okazuje się, że Sonny ukradła drogi naszyjnik. Nastolatka idzie do aresztu. Ratuje ją Chad, który mówi jej o swoim sekrecie, że wierzy w ciasteczkowe wróżby. Później w telewizji niejaka Dora Chorowska mówi, że Sonny skradła jej zabawną postać „Chorej Dory”. Dziewczyna nie wychodzi z domu z powodu paparazzi za mieszkaniem. Przychodzi do niej Chad. Wtedy reporter mówi, że nastolatka powiedziała o jego tajemnicy. Chłopak jej nie ufa. Dziewczyna z nim zrywa. 2. Do Sonny przychodzi Tawni, która się jej zwierza, ze jej zazdrości sławy. Dziewczyny wpadają na pomysł, aby Sonny przebrała się za nią. Nastolatki uciekają z miasta. Sonny tymczasem ma zamiar wracać do Wisconsin, aby wypuścić serową armatę, tak jak obiecała rok temu swojej szkole. W tym czasie Tawni wyznaje jej, że ją lubi. Staje się jej przyjaciółką. Tymczasem Zora przyjeżdża z konferencji detektywów. Tam wraz z chłopakami z innej beczki i Chadem odkrywają, że prawdopodobnie Tawni wrobiła Sonny i że ma bombę. Później lecąc samolotem Chada okazuje się, że to Penelopa za wszystkim stoi. W końcu przyjaciele znajdują Sonny i Tawni. Tam wszyscy się godzą, a Sonny wraca do Chada. Później Sonny będąc w swojej dawnej szkole odpala bombę. O mało nie zginęła. Przyjaciele ją jednak uratowali. Pod koniec odcinka Penelopa zostaje aresztowana za próbę zabójstwa Sonny Munroe. Sonny odpaliła armatę na część swojej szkoły w Wisconsin, a ekipa się dobrze tam bawiła. Nawiązania: Scooby Doo (pod koniec drugiej części) . Nieobecna: Allisyn Ashley Arm jako Zora Lancaster (w części 1). Role gościnne: Michael Kostroff jako Marshall Pike, Leslie-Anne Huff jako Penelope, Regan Burns jako Ryan Loughlin, Aimee Fortier jako Vicki Sickowitz, Kevin Carolan jako pan Henderson, Jimmy Schubert jako policjant, Karlton Johnson jako strażnik, Gary Dublin jako pilot. |                                      |                      |                               |                                                      |                                                      |                          |
| 35 | The Problem With Pauly               | Shelley Jensen       | Josh Herman Adam Schwartz     | 8 sierpnia 2010                                      | 15 października 2010                                 | 4.47                     |
| Sonny spotyka swojego idola z dzieciństwa - misia polarnego Polly'ego. Hank, mężczyzna, który jest za niego przebrany proponuje Sonny, aby pozwoliła mu przez jakiś czas odetchnąć od kostiumu, a ona będzie mogła przebrać się za misia i grać w programie. Dziewczyna jest uradowana, dopóki nie opuszcza randki z Chadem z okazji siedmiotygodnicy chodzenia. Grady i Nico przekonują Chada, że Sonny ma go dość. Chłopak idzie po poradę do misia Polly. Tymczasem Tawni pomaga pani Bitterman, w zamian za 4+ z wypracowania. Nieobecna: Allisyn Ashley Arm jako Zora Lancaster. Role gościnne: Vicki Lewis jako pani Bitterman, Bobby Slayton jako Hank, Daniel Roebuck jako pan Condor. |                                      |                      |                               |                                                      |                                                      |                          |
| 36 | That's So Sonny                      | Eric Dean Seaton     | Dava Savel                    | 29 sierpnia 2010                                     | 19 marca 2011                                        | 4.0                      |
| FanClub Chada ma ponad milion członków. W ostatnim czasie ta liczba zaczyna maleć, więc Sonny i Chad wyznaczają przewodniczącą jego Fun Clubu - Amber do zbadania tej sprawy i dowiedzenia się, kto za tym stoi. Amber śledzi całą ekipę "Z innej beczki!" łącznie z Sonny i potajemnie dowiaduje się od każdego z nich, co sądzą o Chadzie. W końcu dochodzi do wniosku, że spadek liczby jego fanów maleje, gdyż spotyka się z Sonny. Amber mówi mu, że jeśli z nią nie zerwie to liczba jego fanów zmaleje jeszcze bardziej. Nieobecna: Allisyn Ashley Arm jako Zora Lancaster. Gość specjalny: Raven-Symoné jako Amber Wporząsiu. Nawiązania tytułu: Tytuł jest nawiązaniem do serialu That's So Raven w którym główną rolę grała Raven-Symoné. |                                      |                      |                               |                                                      |                                                      |                          |
| 37 | Chad Without a Chance                | Eric Dean Seaton     | Amy Engelberg Wendy Engelberg | 19 września 2010                                     | 8 stycznia 2011                                      | bd.                      |
| Sonny ma dość tego, że Chad i jej przyjaciele wciąż się kłócą. Gdy Sonny zachorowała na grypę, Chad bierze na siebie wszystkie jej obowiązki. Musi pomóc Tawni zerwać z chłopakiem, pomóc Nico poderwać masażystkę, porozmawiać od serca z Grady'm o jego problemach i wytrenować Zorę do konkursu karate. Chłopak ma wszystkiego dość. Gdy postanawia zerwać umowę uświadamia sobie i kolegom Sonny, że nikt nie zainteresował się chorą koleżanką w ciągu całego dnia. Gdy Chad dzwoni do jej matki, dowiaduje, że Sonny wcale nie jest chora, lecz odpoczywa na plaży. Okazuje się, że dziewczyna chciała, aby Chad i jej przyjaciele spędzili ze sobą dzień i być może się zaprzyjaźnili. Role gościnne: Mary-Pat Green jako pani Rothschild, Aaron Hill jako Bennett, Jessica Amento jako Gretchen. Skecze: Zagrane: Chora Dora cz.2. |                                      |                      |                               |                                                      |                                                      |                          |
| 38 | My Two Chads                         | Eric Dean Seaton     | Dan Cohen F.J. Pratt          | 26 września 2010                                     | 4 lutego 2011                                        | bd.                      |
| Sonny odkrywa, że Chad wynajmował na każdą randkę dublera, gdyż uważał, że są one zbyt niebezpieczne. W rezultacie okazuje się, że chłopak niewiele wie na temat Sonny, co wychodzi na jaw podczas programu "Celebrity First Mates", którego prowadzącą zostaje Tawni. Tymczasem Nico i Grady również biorą udział w programie, aby zwiększyć swoją przyjaźń. Nawiązania: Avatar. Gość specjalny: Lou Ferrigno jako on sam. Role gościnne: Melissa Carnell jako dziewczyna. Nieobecna: Allisyn Ashley Arm jako Zora Lancaster. |                                      |                      |                               |                                                      |                                                      |                          |
| 39 | A So Random Halloween Special        | Eric Dean Seaton     | Josh Herman Adam Schwartz     | 17 października 2010                                 | 30 października 2010                                 | 4.0                      |
| Jest to specjalny odcinek serialu, który jest jednym długim halloweenowym odcinkiem programu "Z innej beczki!". Prowadzi go przebrany za Draculę Shaquille O’Neal. W programie między innymi skecze : "Weź to obczaj na Halloween" oraz "Halloweenowe zasady". Poza tym specjalny występ Sonny Munroe z piosenką "Smak sztuki", Nico Harrisa z piosenką "Dzieci straszyć chce" oraz występ zespołu Allstar Weekend. Goście specjalni: Shaquille O’Neal jako on sam, Allstar Weekend jako oni sami. Skecze: Zagrane: Weź to obczaj na Halloween, Halloweenowe zasady, Potwór w pokoju, Rozjechany Zajazd Przydrożny McGilla, Dzieci straszyć chce!. Notatka: W tym odcinku: Allstar Weekend śpiewają piosenkę "Come down with love", Demi Lovato jako Sonny Munroe śpiewa piosenkę "Smak sztuki", a Brandon Mychal Smith jako Nico Harris śpiewa piosenkę "Dzieci straszyć chcę". Oglądalność tego odcinka w Polsce wyniosła 178.5 tys. widzów. |                                      |                      |                               |                                                      |                                                      |                          |
| 40 | Sonny with a 100% Chance of Meddling | Ron Mosely           | Lanny Horn Josh Silverstein   | 24 października 2010                                 | 30 kwietnia 2011                                     | bd.                      |
| Sonny dowiaduje się, że Zora jest zainteresowana aktorem dziecięcym z "Mackenzie Falls", Wesleyem. Postanawia ich ze sobą wyswatać. Okazuje się jednak, że chłopak jest zakochany w Sonny. Sonny musi sprawić, że Wesley przestanie się nią interesować i zwróci uwagę na Zorę. W tym czasie Dakota występuje w filmie komórkowym nagrywanym przez Nico i Grady'ego. Role gościnne: Billy Unger jako Wesley Williger, G. Hannelius jako Dakota Condor. |                                      |                      |                               |                                                      |                                                      |                          |
| 41 | Dakota's Revenge                     | Eric Dean Seaton     | Dava Savel                    | 14 listopada 2010                                    | 30 kwietnia 2011                                     | 3.7                      |
| Sonny i Tawni niszczą przez przypadek nowy rower Dakoty. Zanoszą go do naprawy, tak, aby Dakota się nie zorientowała. Gdy dziewczynka dowiaduje się o wypadku, chce się na nich zemścić. Tymczasem Chad pisze na urodziny Dakoty piosenkę dla niej. Grady i Nico chcą zmienić jej słowa. Role gościnne: G. Hannelius jako Dakota Condor, Richard Libertini jako Izzy, Daniel Roebuck jako pan Condor, Steve Hytner jako Murphy, Robert J. Chang jako dostawca |                                      |                      |                               |                                                      |                                                      |                          |
| 42 | Sonny with a Kiss                    | Eric Dean Seaton     | Ellen Byron Lissa Kapstrom    | 21 listopada 2010                                    | 14 lutego 2011                                       | 3.6                      |
| Sonny i Chad występują gościnnie w programie telewizyjnym jako para. Podczas jego trwania prowadząca zadaje nieoczekiwane pytanie: jak wyglądał ich pierwszy pocałunek. Oboje są zdziwieni, ale odpowiadają, że to się jeszcze nie zdarzyło. Po zakończeniu programu nikt nie daje im spokoju i każdy pyta czy mają to już za sobą. Zirytowani planują swój pierwszy całus co wcale im nie pomaga. W końcu po wielu nieudanych próbach Sonny zaczyna uważać, że między nimi nie ma iskry. Chad zaprzecza i próbuje udowodnić to dziewczynie. Tymczasem Nico i Grady sądzą, że ich nową garderobę nawiedza duch zmarłego komika. Postanawiają go schwytać. Nieobecna: Allisyn Ashley Arm jako Zora Lancaster. Role gościnne: Michael Kostroff jako Marshall Pike, Ashley Jackson jako Chloe, Johari Johnson jako Tia Chen Goldstein, Cita Welsh jako Deniss. Skecze: Zagrane: Dżin z toalety |                                      |                      |                               |                                                      |                                                      |                          |
| 43 | A So Random Holiday Special          | Eric Dean Seaton     | Michael Feldman Steve Marmel  | 28 listopada 2010                                    | 7 maja 2011                                          | bd.                      |
| Jest to specjalny odcinek serialu, który jest jednym długim świątecznym odcinkiem programu "Z innej beczki!". Prowadzi go Chad Dylan Cooper, zaś gościem specjalnym jest Joe Jonas. W programie między innymi skecze : "Jonas pod choinkę" oraz "Boże Narodzenie u księżniczek z New Jersey". Poza tym specjalny występ Sonny Munroe i Joe Jonasa. Gość specjalny: Joe Jonas jako on sam. Skecze: Zagrane: Praca na święta #17: Czyściciele brody Mikołaja, Cooper kontra MacKenzie, Święta Chorej Dory cz.1, Świątecznie Rozjechany Zajazd Przydrożny McGilla, Jonas pod choinkę, Święta Chorej Dory cz.2, Boże Narodzenie u księżniczek z New Jersey, Praca na święta #37: Bączek dla dzieciaków, Święta Chorej Dory cz.3, Uzdrawiający Rock&Roll Joe Jonasa, Muzyczny skecz "Moja piosenka dla ciebie" by Joe Jonas i Sonny Monroe. Notatka: W tym odcinku Demi Lovato jako Sonny Monroe i Joe Jonas śpiewają piosenkę Moja piosenka dla ciebie. |                                      |                      |                               |                                                      |                                                      |                          |
| 44 | Sonny With a Grant                   | Eric Dean Seaton     | Steve Marmel Michael Feldman  | 5 grudnia 2010                                       | 14 maja 2011                                         | bd.                      |
| Ekipa "Z innej beczki" ma tydzień wolnego i wyjeżdża na wakacje. W studiu zostają tylko Grady i Tawni, której wakacyjne plany pokrzyżował huragan. Tymczasem Grady'ego odwiedza brat Grant, szukający letniej pracy. Po tym jak Chad zostaje wyrzucony z pracy za złe zachowanie, Grant zostaje nowym Mackenzie'm. Grady postanawia pozbyć się brata i sprawić, aby Chad wrócił na swoje stanowisko. Nieobecni: Allisyn Ashley Arm jako Zora Lancaster, Brandon Mychal Smith jako Nico Harris. Role gościnne: Daniel Roebuck jako pan Condor, Preston Jones jako Grant Mitchell, Cooper Wilson jako Scooter, Ronald Hysten jako Tubbs. |                                      |                      |                               |                                                      |                                                      |                          |
| 45 | Marshall With a Chance               | Shannon Flynn        | Carla Banks Waddle            | 12 grudnia 2010                                      | 21 maja 2011                                         | bd.                      |
| Podczas rozmowy z Marshallem, Sonny dowiaduje się, że jej szef ma skrywane marzenie – chciałby zagrać w jednoosobowym kabarecie opowiadającym o jego życiu z matką. Dziewczyna postanawia spełnić marzenie szefa. Jednak gdy ten wyjeżdża, do ekipy "Z innej beczki" przychodzi nowy szef Stanley, który okazuje się znacznie surowszy od Marshalla. Tawni, Nico, Grady i Zora postanawiają odzyskać Marshalla, jednak Sonny nie chce zniszczyć jego marzeń. Nieobecni: Sterling Knight jako Chad Dylan Cooper. Role gościnne: Michael Kostroff jako Marshall Pike. |                                      |                      |                               |                                                      |                                                      |                          |
| 46 | Sonny With a Choice                  | Eric Dean Seaton     | Dan Cohen F.J. Pratt          | 19 grudnia 2010                                      | 18 czerwca 2011                                      | bd.                      |
| Zbliża się wielkie rozdanie nagród. Do nagrody "Najlepszy program" są nominowani "Mackenzie Falls" i "Z Innej Beczki". Wygrywa "Z innej beczki". Chad wpada w paranoję (coś w rodzaju szoku). Niestety potem przyznaje się dziewczynie że namieszał w wynikach aby ocalić ich związek. Sonny jest załamana zachowaniem chłopaka i postanawia z nim zerwać. Tymczasem Grady jest zły na Nica, gdyż ten ukradł mu pomysł na dowcip podczas prowadzenia gali "Tween Choice Awards". Role gościnne: Regan Burns jako Ryan Loughlin, De'Vaughn Nixon jako Trevor, Ashley Jackson jako Chloe. |                                      |                      |                               |                                                      |                                                      |                          |
| 47 | New Girl                             | Sean McNamara        | Michael Feldman Steve Marmel  | 2 stycznia 2011                                      | 19 czerwca 2011                                      | bd.                      |
| Sonny pracuje nad nową piosenką, jednak przeszkadza jej narzekająca sąsiadka. Gdy dziewczyna dowiaduje się od zauroczonej w Grady'm kelnerki Mel, że w barze "Patio" jest festiwal otwartego mikrofonu, postanawia się zgłosić. W zaśpiewaniu utworu przeszkadza jej Chad, który płaci swoim znajomym aby klaskali Sonny. Wkrótce okazuje się, że narzekającą sąsiadką jest nowa kelnerka. Mel uświadamia Sonny, że piosenka którą śpiewa jest o Chadzie. Sonny odkrywa, że nadal darzy byłego chłopaka uczuciem. Nieobecna: Allisyn Ashley Arm jako Zora Lancaster. Role gościnne: Skyler Day jako Mel Winters. Notatka: Z powodu problemów zdrowotnych odtwórczyni głównej roli – Demi Lovato, jest to ostatni odcinek serialu. |                                      |                      |                               |                                                      |                                                      |                          |

1. ↑  Podczas premiery na Disney Channel USA.